# Zemplín (Eslováquia)
Zemplín (em húngaro: Zemplén; alemão: Semplin) é um município da Eslováquia, situado no distrito de Trebišov, na região de Košice. Tem 14,67 km² de área e sua população em 2018 foi estimada em 366 habitantes.

## Demografia
| Ano:        | 1994 | 2004   | 2014 | 2024   |
| ----------- | ---- | ------ | ---- | ------ |
| Broj ljudi: | 405  | 400    | 380  | 367    |
| Razlika:    |      | -1,23% | -5%  | -3,42% |

| Ano:               | 2023 | 2024 |
| ------------------ | ---- | ---- |
| Número de pessoas: | 367  | 367  |
| Diferença:         |      | +0%  |